# لبلاب خطي
لبلاب خطي  (الاسم العلمي:Convolvulus lineatus) هو نوع من النباتات يتبع جنس اللبلاب من الفصيلة اللبلابية.